# Jean Bogza
Jean Claude Adrimer Bogza (n. 1 iunie 1984 în Galați, România) este un jucător ce activează în prezent la Concordia Chiajna pe posturile de fundaș central și fundaș stânga.

## Juniorat
- FCM Dunărea Galați (1992-2004)

## Seniorat
- FCM Dunărea Galați (2004-2007)
- Petrolul Ploiești (2006-2011)
- Concordia Chiajna (2011-2012)